# 933
| Calendário gregoriano                                                        | 933 CMXXXIII                                         |
| Ab urbe condita                                                              | 1686                                                 |
| Calendário arménio                                                           | 382 – 383                                            |
| Calendário bahá'í                                                            | -911 – -910                                          |
| Calendário budista                                                           | 1477                                                 |
| Calendário chinês                                                            | 3629 – 3630 Início a 30 de janeiro (aproximadamente) |
| Calendário copta                                                             | 649 – 650                                            |
| Calendário etíope                                                            | 925 – 926                                            |
| Calendários hindus - Vikram Samvat - Calendário nacional indiano - Cáli Iuga | 988 – 989 854 – 855 4033 – 4034                      |
| Calendário Holoceno                                                          | 10933                                                |
| Calendário islâmico                                                          | 321 – 322                                            |
| Calendário judaico                                                           | 4693 – 4694                                          |
| Calendário persa                                                             | 311 – 312                                            |
| Calendário rúnico                                                            | 1183                                                 |
| Calendário solar tailandês                                                   | 1476                                                 |

933 (CMXXXIII, na numeração romana) foi um ano comum do século X do Calendário Juliano, da Era de Cristo, teve início a uma terça-feira e terminou também a uma terça-feira e a sua letra dominical foi F (52 semanas).
No território que viria a ser o reino de Portugal estava em vigor a Era de César que já contava 971 anos.
| Ano completo                       |
| ---------------------------------- |
| Ano comum com início à terça-feira |

## Nascimentos
- 28 de Agosto - Ricardo I da Normandia m. 996.

## Mortes
- Afonso IV de Leão
- Acfredo II de Carcassone, n. 860